# Габонская федерация футбола
Габо́нская федера́ция футбо́ла (фр. Fédération Gabonaise de Football) — организация, осуществляющая контроль и управление футболом в Габоне. Располагается в столице государства — Либревиле. ГФФ основана в 1962 году, вступила в ФИФА в 1966 году, а в КАФ — в 1967 году. В 1978 году стала членом-основателем УНИФФАК. Федерация организует деятельность и управляет национальными сборными по футболу (мужской, женской, молодёжными). Под эгидой федерации проводится чемпионат страны и многие другие соревнования.